# 佩塔·拉登科维奇
佩塔·拉登科维奇（1934年10月1日—）是一名前南斯拉夫足球员，为德甲首批外籍球员之一。他在效力慕尼黑1860期间先后帮助球队夺得了1964年的德国杯冠军和1966年的德甲冠军，并进入了1965年的欧洲优胜者杯决赛。1970年拉登科维奇在慕尼黑1860退役时，已代表球队在德甲联赛中上阵了215场。